# هژیر رحمانداد
هژیر رحمانداد (به انگلیسی: Hazhir Rahmandad) دانشمند و مهندس ایرانی در حوزهٔ پویاشناسی سیستم‌ها یا تحلیل سیستم‌ها است. تحقیقات او از مدلسازی پویا برای بررسی طیف وسیعی از مسائل در تعیین استراتژی، یادگیری سازمانی و سلامت عمومی بهره می‌گیرد.

## تحصیلات
رحمانداد مدرک کارشناسی خود را در رشته‌ی مهندسی صنایع از دانشگاه صنعتی شریف بدست آورد. او همچنین درس تحلیل سیستم‌ها را که توسط دکتر علی نقی مشایخی در دانشکدۀ مدیریت و اقتصاد دانشگاه شریف ارائه می‌شد گذراند که بعدها این درس را در دورۀ دکترا ادامه داد. او همچنین برای چند ترم تحصیلی به عنوان تدریسیار در ارائه‌ی این درس با دکتر مشایخی همکاری می‌کرد.
رحمانداد دکترای خود را از مؤسسهٔ فناوری ماساچوست (MIT) در حوزه تحلیل سیستم‌ها زیر نظر جان استرمن دریافت کرد. استرمن در کنار جان فارستر از مطرح‌ترین دانشمندان در زمینۀ پویاشناسی سیستم‌ها هستند. همچنین در این دوره، دورهٔ فرعی رفتار سازمانی را نیز در این دانشگاه گذرانده‌است.

## حرفه
رحمانداد از سال ۲۰۱۶ تا کنون دانشیار گروه تحلیل سیستم‌ها در دانشکده مدیریت MIT Sloan است. رحمانداد در دانشگاه ایالتی ماساچوست درس‌های مختلفی مثل تحلیل سیستم‌ها، تحلیل پیشرفتۀ سیستم‌ها و مدیریت پروژه با رویکرد سیستمی را ارائه داده است.
همچنین در سال‌های ۲۰۰۶ الی ۲۰۱۶ در دانشگاه ایالتی و مؤسسه پلی‌تکنیک ویرجینیا مشغول به تدریس بوده‌است. وی همچنین در سمت مشاور با شرکت‌های مختلف مثل IBM همکاری داشته‌است.
رحمانداد با توسعه دادن تخمین متغیر و اعتبارسنجی مدل‌های پویا، به گسترش علم تحلیل سیستم‌ها کمک می‌کند. مقالات وی در مجلات مختلفی از جمله علوم مدیریت، علم سازمانی، مجلهٔ استراتژیک مدیریت، PlosOne، مجله بین‌المللی چاقی و مجلهٔ تحلیل سیستم‌ها منتشر شده‌اند. وی به عنوان داور در بیش از ۲۰ پنل NIH و NSF و بیش از دوازده مجله مختلف فعالیت داشته‌است. تحقیقات وی توسط بنیاد ملی علوم، سازمان‌های ملی بهداشت، گروه مسکن و شهرسازی و چندین شرکت خصوصی در این زمینه حمایت مالی شده‌است. مقالات وی در نشریات مختلف علمی به چاپ رسیده و تا کنون بیش از 3800 بار به آن‌ها ارجاع داده شده است.

## جوایز و افتخارات
وی مدال طلای المپیاد جهانی شیمی را در سال ۱۹۹۶ کسب کرده‌است.

## ارتباط با ایران
رحمانداد در قسمت اول مستند میراث آلبرتا، دربارۀ مهاجرت نخبگان ایرانی، حضور داشت. وی در این مستند به این موضوع اشاره کرد که افراد همسطح خودش در ایران از نظر مالی شرایط بهتری دارند و انتخاب مهاجرت صرفا به دلایل اقتصادی منطقی نیست.
وی با همکاری نوید غفارزادگان و چند تن دیگر از متخصصان پویاشناسی سیستم‌ها، مدلی را برای تحلیل روند بیماری کرونا در سال 2021 توسعه دادند. نتایج تحقیق آن‌ها در دوران این بیماری در رسانه‌های ایران بازتاب گسترده‌ای داشت و چند روزنامۀ مطرح در ایران نیز به آن اشاره کردند. توصیۀ اصلی آن‌ها در این مقاله، پیشنهاد سیاست‌هایی برای کاهش میزان تعاملات افراد در جامعه به عنوان یکی از مهم‌ترین پیشرانه‌های شیوع بیماری بود. بعد از انتشار این مقاله سیاست‌هایی مثل ممنوعیت تردد در شب در ایران اجرا شد که با توجه به داده‌ها در کنترل شیوع بیماری در ایران بسیار موثر بود.